# Де-Гар (Ассен)
Де-Гар (нід. De Haar) — селище в нідерландській провінції Дренте. Входить до муніципалітету Ассен.
Перша згадка про населений пункт датується 1850-ими роками.
На території селища розташована гоночна траса для мотоперегонів Ассен.